# Campionato europeo femminile di pallavolo 1977
Il campionato europeo femminile di pallavolo 1977 si è svolto dal 25 settembre al 2 ottobre 1977 a Kotka, Lahti, Tampere e Turku in Finlandia: al torneo hanno partecipato dodici squadre nazionali europee e la vittoria finale è andata per la nona volta, la sesta consecutiva, all'Unione Sovietica.

## Qualificazioni
Al torneo hanno partecipato: la nazionale del paese organizzatore, le prime cinque nazionali classificate al campionato europeo 1975 e sei nazionali qualificate tramite il torneo di qualificazione.

## Regolamento

### Formula
Le squadre hanno disputato una prima fase a gironi con formula del girone all'italiana; al termine della prima fase:
- Le prime due classificate di ogni girone hanno acceduto alla fase finale per il primo posto, strutturata in semifinali, finale per il terzo posto e finale.
- La seconda e la terza classificata di ogni girone ha acceduto alla fase finale per il quinto posto, strutturata in semifinali, finale per il settimo posto e finale per il quinto posto.
- Le ultime due classificate di ogni girone hanno acceduto alla fase finale per il nono posto, strutturata in semifinali, finale per l'undicesimo posto e finale per il nono posto.

### Criteri di classifica
Sono stati assegnati 2 punti alla squadra vincente e 1 a quella sconfitta.
L'ordine del posizionamento in classifica è stato definito in base a:
- Punti;
- Ratio dei set vinti/persi;
- Ratio dei punti realizzati/subiti;
- Risultati degli scontri diretti.

## Squadre partecipanti
| Squadra          | Qualificazione                            | Ultima partecipazione |
| ---------------- | ----------------------------------------- | --------------------- |
| Bulgaria         | 5ª al campionato europeo 1975             | Jugoslavia 1975       |
| Cecoslovacchia   | 4ª al campionato europeo 1975             | Jugoslavia 1975       |
| Finlandia        | Paese organizzatore                       | Debutto               |
| Germania Est     | 3ª al campionato europeo 1975             | Jugoslavia 1975       |
| Germania Ovest   | 2ª al torneo di qualificazione (girone C) | Jugoslavia 1975       |
| Italia           | 2ª al torneo di qualificazione (girone A) | Jugoslavia 1975       |
| Jugoslavia       | 1ª al torneo di qualificazione (girone A) | Jugoslavia 1975       |
| Paesi Bassi      | 2ª al torneo di qualificazione (girone B) | Jugoslavia 1975       |
| Polonia          | 1ª al torneo di qualificazione (girone C) | Jugoslavia 1975       |
| Romania          | 1ª al torneo di qualificazione (girone B) | Jugoslavia 1975       |
| Ungheria         | 2ª al campionato europeo 1975             | Jugoslavia 1975       |
| Unione Sovietica | 1ª al campionato europeo 1975             | Jugoslavia 1975       |

## Torneo

### Fase a gironi
| Girone A       | Girone B         |
| -------------- | ---------------- |
| Bulgaria       | Cecoslovacchia   |
| Finlandia      | Jugoslavia       |
| Germania Est   | Paesi Bassi      |
| Germania Ovest | Romania          |
| Italia         | Ungheria         |
| Polonia        | Unione Sovietica |

#### Girone A

##### Risultati
| 25 settembre 1977 ?, Kotka Durata: ? - Spettatori: ? | Finlandia      | 3 - 2 | Germania Ovest | 12-15, 15-11, 10-15, 15-12, 15-8 |
| 25 settembre 1977 ?, Kotka Durata: ? - Spettatori: ? | Polonia        | 3 - 0 | Bulgaria       | 16-14, 15-11, 15-5               |
| 25 settembre 1977 ?, Kotka Durata: ? - Spettatori: ? | Germania Est   | 3 - 0 | Italia         | 15-4, 15-10, 15-1                |
| 26 settembre 1977 ?, Kotka Durata: ? - Spettatori: ? | Polonia        | 3 - 0 | Italia         | 15-8, 15-10, 15-6                |
| 26 settembre 1977 ?, Kotka Durata: ? - Spettatori: ? | Germania Est   | 3 - 0 | Germania Ovest | 15-9, 15-2, 15-10                |
| 26 settembre 1977 ?, Kotka Durata: ? - Spettatori: ? | Bulgaria       | 3 - 0 | Finlandia      | 15-5, 15-4, 15-10                |
| 27 settembre 1977 ?, Kotka Durata: ? - Spettatori: ? | Germania Est   | 3 - 0 | Polonia        | 15-13, 15-11, 15-5               |
| 27 settembre 1977 ?, Kotka Durata: ? - Spettatori: ? | Italia         | 3 - 0 | Finlandia      | 15-8, 15-7, 15-8                 |
| 27 settembre 1977 ?, Kotka Durata: ? - Spettatori: ? | Bulgaria       | 3 - 0 | Germania Ovest | 15-13, 15-5, 15-7                |
| 28 settembre 1977 ?, Kotka Durata: ? - Spettatori: ? | Bulgaria       | 3 - 0 | Italia         | 15-5, 16-14, 15-5                |
| 28 settembre 1977 ?, Kotka Durata: ? - Spettatori: ? | Germania Est   | 3 - 0 | Finlandia      | 15-4, 15-9, 15-9                 |
| 28 settembre 1977 ?, Kotka Durata: ? - Spettatori: ? | Polonia        | 3 - 1 | Germania Ovest | 15-13, 12-15, 15-9, 15-3         |
| 29 settembre 1977 ?, Kotka Durata: ? - Spettatori: ? | Bulgaria       | 3 - 2 | Germania Est   | 15-12, 15-7, 1-15, 12-15, 15-11  |
| 29 settembre 1977 ?, Kotka Durata: ? - Spettatori: ? | Germania Ovest | 3 - 1 | Italia         | 15-1, 11-15, 15-5, 15-5          |
| 29 settembre 1977 ?, Kotka Durata: ? - Spettatori: ? | Finlandia      | 3 - 0 | Polonia        | 15-2, 15-1, 15-1                 |

##### Classifica
| Pos. | Squadra        | Pt | G | V | P | SV | SP | Ratio | PF  | PS  | Ratio |
| ---- | -------------- | -- | - | - | - | -- | -- | ----- | --- | --- | ----- |
| 1.   | Germania Est   | 9  | 5 | 4 | 1 | 14 | 3  | 4,666 | 240 | 145 | 1,655 |
| 2.   | Polonia        | 9  | 5 | 4 | 1 | 12 | 4  | 3,000 | 222 | 143 | 1,552 |
| 3.   | Bulgaria       | 9  | 5 | 4 | 1 | 12 | 5  | 2,400 | 224 | 174 | 1,287 |
| 4.   | Germania Ovest | 6  | 5 | 1 | 4 | 6  | 13 | 0,461 | 203 | 240 | 0,845 |
| 5.   | Italia         | 6  | 5 | 1 | 4 | 4  | 12 | 0,333 | 134 | 215 | 0,623 |
| 6.   | Finlandia      | 6  | 5 | 1 | 4 | 3  | 14 | 0,214 | 135 | 241 | 0,560 |

      Qualificata alle semifinali per il primo posto.
      Qualificata alle semifinali per il quinto posto.
      Qualificata alle semifinali per il nono posto.

#### Girone B

##### Risultati
| 25 settembre 1977 ?, Turku Durata: ? - Spettatori: ? | Jugoslavia       | 2 - 3 | Romania          | 17-15, 8-15, 1-15, 18-16, 9-15  |
| 25 settembre 1977 ?, Turku Durata: ? - Spettatori: ? | Unione Sovietica | 3 - 0 | Cecoslovacchia   | 15-5, 15-9, 15-6                |
| 25 settembre 1977 ?, Turku Durata: ? - Spettatori: ? | Ungheria         | 3 - 0 | Paesi Bassi      | 15-8, 15-12, 15-3               |
| 26 settembre 1977 ?, Turku Durata: ? - Spettatori: ? | Jugoslavia       | 0 - 3 | Ungheria         | 9-15, 4-15, 6-15                |
| 26 settembre 1977 ?, Turku Durata: ? - Spettatori: ? | Cecoslovacchia   | 3 - 2 | Romania          | 15-8, 15-10, 9-15, 14-16, 15-13 |
| 26 settembre 1977 ?, Turku Durata: ? - Spettatori: ? | Unione Sovietica | 3 - 0 | Paesi Bassi      | 15-1, 15-3, 15-10               |
| 27 settembre 1977 ?, Turku Durata: ? - Spettatori: ? | Jugoslavia       | 0 - 3 | Unione Sovietica | 0-15, 8-15, 2-15                |
| 27 settembre 1977 ?, Turku Durata: ? - Spettatori: ? | Ungheria         | 3 - 2 | Romania          | 15-7, 9-15, 13-15, 15-8, 15-7   |
| 27 settembre 1977 ?, Turku Durata: ? - Spettatori: ? | Cecoslovacchia   | 3 - 0 | Paesi Bassi      | 15-9, 15-7, 15-2                |
| 28 settembre 1977 ?, Turku Durata: ? - Spettatori: ? | Jugoslavia       | 3 - 2 | Paesi Bassi      | 12-15, 15-8, 15-1, 6-15, 15-10  |
| 28 settembre 1977 ?, Turku Durata: ? - Spettatori: ? | Unione Sovietica | 3 - 1 | Romania          | 15-3, 15-7, 13-15, 15-4         |
| 28 settembre 1977 ?, Turku Durata: ? - Spettatori: ? | Ungheria         | 3 - 1 | Cecoslovacchia   | 15-13, 14-16, 16-14, 15-5       |
| 29 settembre 1977 ?, Turku Durata: ? - Spettatori: ? | Jugoslavia       | 0 - 3 | Cecoslovacchia   | 13-15, 4-15, 14-16              |
| 29 settembre 1977 ?, Turku Durata: ? - Spettatori: ? | Romania          | 3 - 2 | Paesi Bassi      | 15-11, 11-15, 15-4, 13-15, 15-8 |
| 29 settembre 1977 ?, Turku Durata: ? - Spettatori: ? | Unione Sovietica | 3 - 0 | Ungheria         | 15-10, 15-2, 15-6               |

##### Classifica
| Pos. | Squadra          | Pt | G | V | P | SV | SP | Ratio  | PF  | PS  | Ratio |
| ---- | ---------------- | -- | - | - | - | -- | -- | ------ | --- | --- | ----- |
| 1.   | Unione Sovietica | 10 | 5 | 5 | 0 | 15 | 1  | 15,000 | 238 | 91  | 2,615 |
| 2.   | Ungheria         | 9  | 5 | 4 | 1 | 12 | 6  | 2,000  | 235 | 187 | 1,256 |
| 3.   | Cecoslovacchia   | 8  | 5 | 3 | 2 | 10 | 8  | 1,250  | 227 | 216 | 1,050 |
| 4.   | Romania          | 7  | 5 | 2 | 3 | 11 | 13 | 0,846  | 288 | 299 | 0,963 |
| 5.   | Jugoslavia       | 6  | 5 | 1 | 4 | 5  | 14 | 0,357  | 176 | 261 | 0,674 |
| 6.   | Paesi Bassi      | 5  | 5 | 0 | 5 | 4  | 15 | 0,266  | 157 | 267 | 0,588 |

      Qualificata alle semifinali per il primo posto.
      Qualificata alle semifinali per il quinto posto.
      Qualificata alle semifinali per il nono posto.

### Fase finale

#### Finali 1º e 3º posto
|  | Semifinali | Semifinali       | Semifinali |              |    | Finale           | Finale          | Finale          |  |
|  |            |                  |            |              |    |                  |                 |                 |  |
|  | 1B         | Unione Sovietica | 3          |              |    |                  |                 |                 |  |
|  | 1B         | Unione Sovietica | 3          |              |    |                  |                 |                 |  |
|  | 2A         | Polonia          | 0          |              |    |                  |                 |                 |  |
|  | 2A         | Polonia          | 0          |              | 1B | Unione Sovietica | 3               |                 |  |
|  |            |                  |            |              | 1B | Unione Sovietica | 3               |                 |  |
|  |            |                  | 1A         | Germania Est | 0  |                  |                 |                 |  |
|  | 1A         | Germania Est     | 1A         | Germania Est | 0  | 3                |                 |                 |  |
|  | 1A         | Germania Est     |            |              |    | 3                |                 |                 |  |
|  | 2B         | Ungheria         | 0          |              |    | Finale 3º posto  | Finale 3º posto | Finale 3º posto |  |
|  | 2B         | Ungheria         | 0          |              |    |                  |                 |                 |  |
|  |            |                  |            |              |    |                  |                 |                 |  |
|  |            |                  |            |              |    | 2B               | Ungheria        | 3               |  |
|  |            |                  |            |              |    | 2B               | Ungheria        | 3               |  |
|  |            |                  |            |              |    | 2A               | Polonia         | 2               |  |

##### Semifinali
| 1º ottobre 1977 ?, Tampere Durata: ? - Spettatori: ? | Germania Est     | 3 - 0 | Ungheria | 18-16, 15-6, 18-16 |
| 1º ottobre 1977 ?, Tampere Durata: ? - Spettatori: ? | Unione Sovietica | 3 - 0 | Polonia  | 15-3, 15-1, 15-7   |

##### Finale 3º posto
| 2 ottobre 1977 ?, Tampere Durata: ? - Spettatori: ? | Ungheria | 3 - 2 | Polonia | 16-14, 10-15, 15-9, 5-15, 15-9 |

##### Finale 1º posto
| 2 ottobre 1977 ?, Tampere Durata: ? - Spettatori: ? | Unione Sovietica | 3 - 0 | Germania Est | 15-12, 15-1, 15-3 |

#### Finali 5º e 7º posto
|  | Semifinali | Semifinali     | Semifinali |                 |    | Finale 5º posto | Finale 5º posto | Finale 5º posto |
|  |            |                |            |                 |    |                 |                 |                 |
|  | 3B         | Cecoslovacchia | 3          |                 |    |                 |                 |                 |
|  | 3B         | Cecoslovacchia | 3          |                 |    |                 |                 |                 |
|  | 4A         | Germania Ovest | 0          |                 |    |                 |                 |                 |
|  | 4A         | Germania Ovest | 0          |                 | 3B | Cecoslovacchia  | 3               |                 |
|  |            |                |            |                 | 3B | Cecoslovacchia  | 3               |                 |
|  |            |                |            |                 |    | 4B              | Romania         | 0               |
|  | 4B         | Romania        | 3          |                 |    | 4B              | Romania         | 0               |
|  | 4B         | Romania        | 3          |                 |    |                 |                 |                 |
|  | 3A         | Bulgaria       | 0          |                 |    |                 |                 |                 |
|  | 3A         | Bulgaria       | 0          | Finale 7º posto |    |                 |                 |                 |
|  |            |                |            |                 |    |                 |                 |                 |
|  |            |                |            |                 |    | 3A              | Bulgaria        | 3               |
|  |            |                |            |                 |    | 3A              | Bulgaria        | 3               |
|  |            |                |            |                 |    | 4A              | Germania Ovest  | 0               |

##### Semifinali
| 1º ottobre 1977 ?, Kotka Durata: ? - Spettatori: ? | Romania        | 3 - 0 | Bulgaria       | 15-11, 15-2, 15-5 |
| 1º ottobre 1977 ?, Kotka Durata: ? - Spettatori: ? | Cecoslovacchia | 3 - 0 | Germania Ovest | 15-6, 15-4, 15-2  |

##### Finale 7º posto
| 2 ottobre 1977 ?, Kotka Durata: ? - Spettatori: ? | Bulgaria | 3 - 0 | Germania Ovest | 15-6, 15-10, 15-6 |

##### Finale 5º posto
| 2 ottobre 1977 ?, Kotka Durata: ? - Spettatori: ? | Cecoslovacchia | 3 - 0 | Romania | 15-3, 15-3, 15-10 |

#### Finali 9º e 11º posto
|  | Semifinali | Semifinali  | Semifinali |                  |    | Finale 9º posto | Finale 9º posto | Finale 9º posto |
|  |            |             |            |                  |    |                 |                 |                 |
|  | 5B         | Jugoslavia  | 3          |                  |    |                 |                 |                 |
|  | 5B         | Jugoslavia  | 3          |                  |    |                 |                 |                 |
|  | 6A         | Finlandia   | 2          |                  |    |                 |                 |                 |
|  | 6A         | Finlandia   | 2          |                  | 5B | Jugoslavia      | 3               |                 |
|  |            |             |            |                  | 5B | Jugoslavia      | 3               |                 |
|  |            |             |            |                  |    | 6B              | Paesi Bassi     | 0               |
|  | 6B         | Paesi Bassi | 3          |                  |    | 6B              | Paesi Bassi     | 0               |
|  | 6B         | Paesi Bassi | 3          |                  |    |                 |                 |                 |
|  | 5A         | Italia      | 2          |                  |    |                 |                 |                 |
|  | 5A         | Italia      | 2          | Finale 11º posto |    |                 |                 |                 |
|  |            |             |            |                  |    |                 |                 |                 |
|  |            |             |            |                  |    | 5A              | Italia          | 3               |
|  |            |             |            |                  |    | 5A              | Italia          | 3               |
|  |            |             |            |                  |    | 6A              | Finlandia       | 1               |

##### Semifinali
| 1º ottobre 1977 ?, Lahti Durata: ? - Spettatori: ? | Jugoslavia  | 3 - 2 | Finlandia | 16-18, 15-11, 2-15, 11-15, 15-8 |
| 1º ottobre 1977 ?, Lahti Durata: ? - Spettatori: ? | Paesi Bassi | 3 - 2 | Italia    | 15-6, 5-15, 15-5, 11-15, 15-11  |

##### Finale 9º posto
| 2 ottobre 1977 ?, Lahti Durata: ? - Spettatori: ? | Italia | 3 - 1 | Finlandia | 15-11, 15-5, 8-15, 15-6 |

##### Finale 11º posto
| 2 ottobre 1977 ?, Lahti Durata: ? - Spettatori: ? | Jugoslavia | 3 - 0 | Paesi Bassi | 15-9, 15-13, 15-2 |

## Classifica finale
| Pos     | Squadra          |
| ------- | ---------------- |
| Oro     | Unione Sovietica |
| Argento | Germania Est     |
| Bronzo  | Ungheria         |
| 4       | Polonia          |
| 5       | Cecoslovacchia   |
| 6       | Romania          |
| 7       | Bulgaria         |
| 8       | Germania Ovest   |
| 9       | Jugoslavia       |
| 10      | Paesi Bassi      |
| 11      | Italia           |
| 12      | Finlandia        |

|  |  | Qualificata alla Coppa del Mondo 1977 e al campionato europeo 1979. |

|  |  | Qualificata al campionato europeo 1979. |